# Big Horn megye (Montana)
Big Horn megye egyik az Amerikai Egyesült Államokban található Montana állam megyéinek. Székhelye Hardin. A 2000-es népszámláláskor 12 671 ember élt a megyében.

## Földrajza
A területe 12,988 km², ebből 12,936 km² szárazföld és mindössze 51 km² vízfelület. A megye területének többsége indián rezervátum.

### Szomszédos megyék
- Carbon megye - nyugat
- Yellowstone megye - északnyugat
- Treasure megye - észak
- Rosebud megye - északkelet
- Powder River megye - kelet
- Sheridan megye - dél
- Big Horn megye - délnyugat

### Fontosabb autópályák
- Interstate 90
- U.S. Highway 87
- U.S. Highway 212
- Montana Highway 313
- Montana Highway 314
- Montana Highway 47

### Városok, települések
- Hardin
- Lodge Grass
- Busby
- Crow Agency
- Fort Smith
- Muddy
- Pryor
- St. Xavier
- Wyola
- Garryowen

## Népesség
A település népességének változása:
| Lakosok száma | 12 912 | 13 035 | 12 958 | 13 042 | 13 242 | 13 124 |
|               | 2010   | 2011   | 2012   | 2013   | 2015   | 2020   |